# Козюберда, Сергей Сергеевич
Серге́й Серге́евич Козюбе́рда (укр. Сергій Сергійович Козюберда; 21 марта 1980, Рубежное, Луганская область, Украинская ССР, СССР) — украинский футболист, полузащитник.

## Биография
Первый тренер — С. Н. Черных. В ЛВУФК тренировался у В. Д. Добижи. В 1997 году перешёл в луганскую «Зарю», позже играл за «Авангард» из Ровеньки. Летом 2004 года получил тяжёлую травму, после которой стоял вопрос о возможности возвращения полузащитника в большой футбол. В 2006 году вернулся на поле и помог свердловскому «Шахтёру» стать чемпионом Украины среди любительских команд, после чего Козюберда принял предложение от Владимира Уткина, который тогда работал тренером в Литве перейти в «Судуву».
В 2006 году дебютировал вместе с «Судувой» в Кубке УЕФА. В одном из матче Сергей забил гол, после чего на интернет-портале Газета.Ru появилась статья с несколько претенциозным названием «Козюберда лучше Жо». 17 июля 2008 года в матче первого отборочного раунда с уэльской командой «ТНС» (1:0) забил гол на 89 минуте.
Занявшая четвёртое место в чемпионате Литвы в сезоне 2007/08 «Судува» из-за финансовых трудностей решила не продлевать контракты сразу с шестью футболистами, в их числе был Козюберда.
В январе 2009 года был на просмотре в луганской «Заре». В конце февраля подписал контракт с клубом "Харьков, " получил 6 номер. Дебют за «Харьков» в Премьер-лиги состоялся 1 марта 2009 года в матче против столичного «Арсенала» (1:0). По итогом сезона 2008/09 «Харьков» вылетел в Первую лига, а Сергей вернулся обратно в литовскую «Судуву». В Лиге Европы УЕФА в составе «Судувы» провел 8 матчей, забил 1 мяч.
С весны 2012 года выступает на любительском уровне в чемпионате Луганской области за ровеньковский «Горняк».

## Титулы и достижения
- Серебряный призёр чемпионата Литвы (2): 2007, 2010[10].
- Бронзовый призёр чемпионата Литвы (2): 2009, 2011
- Обладатель Кубка Литвы: 2009
- Обладатель Суперкубка Литвы: 2009